# Spoorlijn Vitré - Pontorson
De spoorlijn Vitré - Pontorson was een Franse spoorlijn van Vitré naar Pontorson. De lijn was 77,6 km lang en heeft als lijnnummer 439 000.

## Geschiedenis
De lijn werd in gedeeltes geopend door de Compagnie du chemin de fer de Vitré à Fougères. Van Vitré tot Fougères op 1 oktober 1867, van Fougères tot Saint-Brice-en-Coglès op 25 januari 1872 en van Saint-Brice-en-Coglès tot Pontorson op 10 oktober 1872. In 1883 werd de lijn overgenomen door de Compagnie des chemins de fer de l'Ouest, die de lijn aan beide zijden aansloot op het eigen spoornet, in Pontorson in 1883 en in Vitré in 1887.
Op 2 oktober 1938 is de lijn gesloten voor personenvervoer tussen Fougères en Pontorson, tussen Vitré en Fougères was er personenvervoer tot 6 maart 1972. Goederenvervoer tussen Antrain en Pontorson was er tot 28 september 1957, tussen Fougères en Antrain tot 26 maart 1987 en tussen Gérard en Fougères tot 1999. Sindsdien is alleen het gedeelte tussen Vitré en Gérard nog in gebruik.

## Aansluitingen
In de volgende plaatsen is of was er een aansluiting op de volgende spoorlijnen:
Vitré
RFN 420 000, spoorlijn tussen Paris-Montparnasse en Brest
RFN 436 000, spoorlijn tussen La Chapelle-Anthenaise en Flers
La_Selle-en-Luitré
RFN 438 000, spoorlijn tussen Mayenne en La Selle-en-Luitré
Fougères
RFN 448 000, spoorlijn tussen Saint-Hilaire-du-Harcouët en Fougères
Pontorson-Mont-Saint-Michel
RFN 415 000, spoorlijn tussen Lison en Lamballe
lijn tussen Pontorson en Le Mont-Saint-Michel